# 기분좋은 12시!
《기분좋은 12시!》는 WBS 원음방송(수도권 FM 89.7㎒)에서 매일 낮 12시부터 오후 2시까지 방송되는 라디오 프로그램이다.

## 역사
2013년 4월 8일 첫방송을 시작했고, 첫방송부터 2014년 2월 21일까지는 개그맨 황승환이 진행했으며, 2014년 2월 24일부터 2016년 5월 1일까지는 개그맨 김상태가 진행했다가 종영됐지만, 2020년 3월 2일 이후 4년만에 봄 개편으로 다시 부활했다.

## 타이틀 변천사
| 역대 | 타이틀                  | 방송 기간                        |
| ---- | ----------------------- | -------------------------------- |
| 1대  | 황승환의 기분좋은 12시! | 2013년 4월 8일 ~ 2014년 2월 21일 |
| 2대  | 김상태의 기분좋은 12시! | 2014년 2월 24일 ~ 2016년 5월 1일 |
| 3대  | 김희원의 기분좋은 12시! | 2020년 3월 2일 ~ 현재            |

## 역대 방송시간
| 방송 채널    | 방송 기간                        | 방송 시간                 | 방송 분량  |
| ------------ | -------------------------------- | ------------------------- | ---------- |
| WBS 원음방송 | 2013년 4월 8일 ~ 2015년 9월 18일 | 평일 낮 12:05 ~ 오후 2:00 | 1시간 55분 |
| WBS 원음방송 | 2015년 9월 21일 ~ 2016년 5월 1일 | 매일 낮 12:00 ~ 오후 2:00 | 2시간      |
| WBS 원음방송 | 2020년 3월 2일 ~ 현재            | 매일 낮 12:00 ~ 오후 2:00 | 2시간      |